# 硬著陸 (經濟)
硬著陸是指一國的经济在过度扩张和大規模通貨膨脹后政府採取全面緊縮措施導致經濟迅速衰退，同時還伴隨著國民收入急劇減少並出現大量失業的情況。
硬著陸的名詞起源於早期的飛行與太空探索。早期太空探索的任務難度與失敗率較高，一些直接砸中其他星球的探測器也被列入紀錄，如蘇聯的月球2號就是人類第一個硬著陸月球的人造物。